# گراستاک
گراستاک (به لاتین: Graustock) یک کوه در سوئیس است که در کانتون برن واقع شده‌است. گراستاک ۲٬۶۶۲ متر بالاتر از سطح دریا واقع شده‌است.